# Alyscotermes
Alyscotermes es un género de termitas isópteras perteneciente a la familia Termitidae que tiene las siguientes especies:
1. Alyscotermes kilimandjaricus
2. Alyscotermes trestus